# Saint-Lieux-Lafenasse
Saint-Lieux-Lafenasse è un comune francese di 452 abitanti situato nel dipartimento del Tarn nella regione dell'Occitania.

## Società

### Evoluzione demografica
Abitanti censiti